# Oswulf
Pour les articles homonymes, voir Osulf.
Oswulf est roi de Northumbrie de 758 à sa mort, le 24 ou le 25 juillet 759.

## Biographie
Oswulf est le fils d'Eadberht, qui règne sur la Northumbrie de 738 à 758. Lorsque son père abdique pour entrer dans les ordres, Oswulf monte sur le trône. Son règne est bref et se termine dans la violence : il est assassiné le 24 ou le 25 juillet 759 près de Methel Wongtun (lieu non identifié) par des membres de sa propre maisonnée,. Son successeur, Æthelwald Moll, n'est pas apparenté à la famille royale, et il est possible qu'il ait été complice du meurtre d'Oswulf.
Osgifu, qui est soit la fille, soit la sœur d'Oswulf, se marie en 768 avec Alhred, qui est entre-temps devenu roi après la déposition d'Æthelwald Moll en 765. Son fils Ælfwald monte quant à lui sur le trône en 779 et règne jusqu'en 788, date à laquelle il est à son tour assassiné,.